# بردیه
بردیه (به عربی: البردیة) یک منطقهٔ مسکونی در لیبی است که در برقه واقع شده‌است. بردیه ۹٬۱۴۹ نفر جمعیت دارد و ۲۶ متر بالاتر از سطح دریا واقع شده‌است.